# The Shining (1997)
The Shining (alternativ: Stephen King’s The Shining) ist ein dreiteiliger, für das US-amerikanische Fernsehen produzierter Horrorfilm und Thriller aus dem Jahr 1997 nach Stephen Kings gleichnamigem Roman. Die Hauptrolle spielte Steven Weber als Jack Torrance, Mick Garris führte Regie.

## Handlung
Jack Torrance, Schriftsteller und trockener Alkoholiker, bewirbt sich für einen Winterjob als Hausmeister in dem luxuriösen Overlook Hotel. Der Job scheint einfach, da seine Aufgaben sich auf kleinere Reparaturarbeiten und das Beheizen der einzelnen Hotelflügel beschränken. Besonders Acht geben muss er allerdings auf den riesigen alten Heizkessel im Keller, dessen Druckventil schon seit Jahren kaputt ist.
Als die Familie Torrance bei Saisonschluss im Hotel ankommt, wird sie bereits vom Hotelkoch Dick Hallorann erwartet. Er führt sie durch das Hotel und die Vorratsräume und hat anscheinend einen besonders guten Draht zu deren Sohn Danny. Tatsächlich verbindet die beiden die Gabe der Hellsichtigkeit, die Dick das Shining oder das „zweite Gesicht“ nennt. Er erzählt, dass das Hotel ein böser Ort sei und er sich von bestimmten Bereichen, besonders von Zimmer 217, fernhalten solle. Falls er aber dennoch in Schwierigkeiten geraten sollte, so solle er sein Shining nutzen und ihn um Hilfe rufen.
Bereits kurz nach der Ankunft beginnen sich unheimliche Phänomene zu häufen, die sich besonders auf Danny auszuwirken scheinen. Er wird von Visionen geplagt, die ihm sein imaginärer Freund Tony schickt. Eine fremde Stimme versucht ihn in das Zimmer 217 zu locken.
Auch auf Jack wirken die unsichtbaren Kräfte, die von Tag zu Tag stärker werden. Er leidet mehr und mehr unter Verfolgungswahn und er zeigt, obwohl sich im ganzen Hotel kein Alkohol befindet, wieder Symptome aus seiner Trinkerzeit.
Die Geister der aus einem nicht näher erläuterten Grund im Overlook Verstorbenen versuchen über Dannys übersinnliche Fähigkeiten wieder ins Leben zurückzukommen. Dafür benutzen sie seinen Vater als Werkzeug, indem sie ihm Alkohol zuspielen, um ihn beeinflussen zu können. Durch ihre Einflüsterungen startet Jack einen furchtbaren Amoklauf und versucht Danny und seine Frau Wendy mit einem Krocketschläger zu erschlagen. Danny und seiner Mutter gelingt mit Dicks Hilfe die Flucht und Jack, der durch die Fähigkeiten seines Sohnes wieder zu sich gekommen ist, vernichtet die bösen Geister, indem er sich und das Spukhotel mit dem veralteten Heizkessel in die Luft sprengt.
Zehn Jahre später macht Danny seinen Abschluss mit Auszeichnung an der Stovington High School. Zu den Feierlichkeiten ist neben seiner Mutter auch Hallorann zugegen. Es stellt sich heraus, dass der 17-jährige Danny (mit vollem Namen Daniel Anthony Torrance) identisch ist mit seinem imaginären Freund Tony, der ihn wohl aus der Zukunft warnen wollte. Auch der Geist von Jack Torrance ist zum Schulabschluss seines Sohnes erschienen und ist stolz auf ihn. Es zeigt sich außerdem, dass Danny immer noch das Shining besitzt.
Zur selben Zeit in den Rocky Mountains hängt seit kurzem ein Schild vor der Ruine des Overlook Hotels, auf dem steht, dass der Wiederaufbau des Hotels in diesem Sommer beginnen soll, mit dem Motto: „Großartiges darf niemals sterben!“

## Synchronisation
Die deutsche Synchronfassung entstand bei der Studio Funk GmbH & Co. KG, Berlin. Engelbert von Nordhausen schrieb das Dialogbuch und führte Regie.
| Figur                | Darsteller         | Deutscher Sprecher |
| -------------------- | ------------------ | ------------------ |
| Jack Torrance        | Steven Weber       | Johannes Berenz    |
| Wendy Torrance       | Rebecca De Mornay  | Marina Krogull     |
| Danny „Doc“ Torrance | Courtland Mead     | Fabian Hollwitz    |
| Dick Hallorann       | Melvin Van Peebles | Gerhard Paul       |
| Pete Watson          | Pat Hingle         | Helmut Krauss      |
| Stuart Ullman        | Elliott Gould      | Otto Mellies       |
| Horace Derwent       | John Durbin        | Udo Schenk         |
| Delbert Grady        | Stanley Anderson   | Roland Hemmo       |

## Kritiken
„Zweiteilige Fernsehfassung des Bestsellers von Stephen King, die beschreibt, wie eine Familie langsam, aber unaufhaltsam in den Wahnsinn treibt. Nach verhaltenem Anfang bricht im zweiten Teil der Horror aus, der sich zum blutrünstigen Gespensterreigen steigert. Durch den konventionellen Inszenierungsstil wird jedoch kaum Interesse geweckt, dazu ist der Film zu stimmungsarm, zu oberflächlich und zu lang. Vorzüglich: die Spielkunst des kleinen Darstellers.“

„Weil ihm Stanley Kubricks Kinoversion seines Romans missfiel, schrieb Stephen King fürs TV-Remake selbst das Drehbuch. Das Ergebnis ist deutlich schwächer: Statt echtem Psychohorror gibt es hier eine gepflegte Psychostudie mit einem biederen Hauptdarsteller.“

## DVD-Veröffentlichung
- Stephen King’s The Shining / 20. Februar 2003 / Warner Home Video

- Stephen King Collection (Enthält: The Green Mile, The Shining, Das Tagebuch der Ellen Rimbauer, Haus der Verdammnis & Es) / 13. Oktober 2006 / Warner Home Video

## Sonstiges

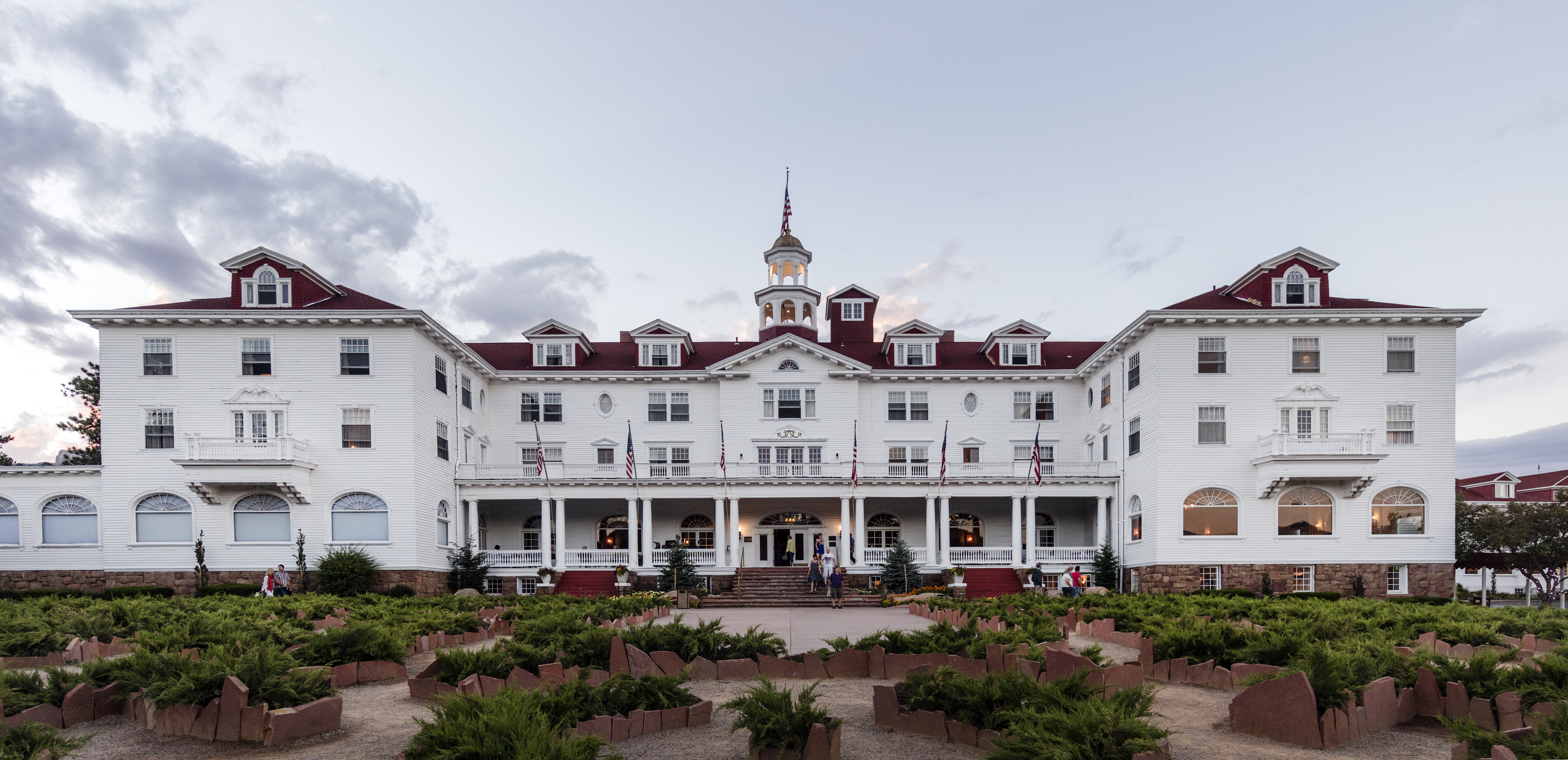
Das Stanley Hotel in Colorado stellt im Film das Overlook Hotel dar.

- Da King seinerzeit unzufrieden mit Stanley Kubricks Filmadaption war, verfasste er selbst das Drehbuch für die Fernseh-Neuverfilmung.

- Die Kameraeinstellung der Szene, in der Jack seinem Sohn auf der Fahrt zum Hotel von der Donner Party erzählt, wurde 1:1 von Kubricks Version übernommen.

- Viele der Szenen, vor allem die Außenaufnahmen, entstanden im Stanley Hotel (Estes Park, Colorado), wo Stephen King seinerzeit den Einfall bekam, über ein Geisterhotel zu schreiben. Er wohnte damals im Zimmer 217, von dem es lange Zeit hieß, es würde darin spuken.

- Das Stanley Hotel bietet unter anderem auch eine Postkarte mit einer Außenansicht des Hotels an, auf der sich „Blutspritzer“ und die Aufschrift „Grüße aus dem Overlook Hotel“ (engl. “Greetings from the Overlook Hotel”) befinden.

- Die Rolle des Jack Torrance war ursprünglich für Timothy Daly vorgesehen. Nachdem dieser jedoch bereits anderweitig verpflichtet war, empfahl er seinen guten Freund und Schauspielkollegen Steven Weber für den Part. Daly spielte dafür 1999 die Hauptrolle in Stephen Kings Der Sturm des Jahrhunderts.

- In der Szene, in der Jack Torrance die Stimme seines toten Vaters aus dem Funkgerät sprechen hört, bekam Steven Weber wirklich Nasenbluten. Dies stand nicht im Drehbuch, sondern geschah gänzlich unerwartet.

- Der Regisseur hat einen kurzen Auftritt in der Eröffnungsszene des zweiten Teils. Während einer Anonyme-Alkoholiker-Versammlung und während „Directed by Mick Garris“ eingeblendet wird, steht Garris auf: „Ich bin Hartwell, und ich bin Alkoholiker und nehme außerdem noch Tranquilizer.“

- Stephen King hat einen kurzen Cameo-Auftritt als Dirigent der Geisterband. Sein Rollenname „Gage Creed“ ist derselbe Name wie der des kleinen Jungen aus Friedhof der Kuscheltiere.